# Johan Christian Gandil
Johan Christian Gandil (12. januar 1865 i Ringe-24. maj 1915 i Klampenborg), var en dansk idrætsleder, formand for B.93 i perioden 1902-1915.
Han blev altid benævnt som I.C. Gandil, selv om han retteligen hed Johan Christian Gandil. 
Johan Christian Gandil blev født i Ringe på Fyn som søn af den københavnske læge Johan Peter Gandil. Faderen døde, da Johan Christian Gandil var otte år gammel, så han voksede op med sin enlige mor og sine otte søskende. Moderen, Betty Marie Gandil født Berg, og de yngste søskende flyttede til Kalkbrænderivej på Østerbro i København. 
Johan Christian Gandil blev lærer, og da han tillige var ugift havde han en del tid til rådighed, og den gav han helt og fuldt ud til klubben B.93. Han var klubbens anden formand. Hans lederarbejde skabte B.93's anlæg på P.H. Lings Allé med fodbold- og tennisbaner. I 1912 stod B.93s tennishallen færdig. Det var den første tennishal i København, og skabt på hans initiativ. Han var medlem af Københavns Idrætspark, og var en af initiativtagerna til, at Danmark 1911 fik et nationalstadion. Desuden var han også initiativtager til opførelsen af Idrætshuset, som stod færdigt i 1914.
Under en cykeltur i Dyrehaven, den 24. maj 1915, blev Gandil ramt af en hjertelammelse og døde kun 50 år gammel. Han ligger begravet på Holmens Kirkegård. Der blev rejst en mindesten for ham, den stod i mange år på det gamle anlæg på P.H. Lings Allé.
Hans lillebror Johannes Gandil (1873-1956) var en meget markant idrætsskikkelse som deltog i OL både som løber og fodboldspiller.